# Goesdorf
Goesdorf (luxemburguès Géisdref, alemany Goesdorf) és una comuna i vila al nord-oest de Luxemburg, que forma part del cantó de Wiltz. Comprèn les viles de Goesdorf, Bockholtz, Buderscheid, Dahl, Dirbach, Masseler, Nocher i Nocher-Route.

## Població
| Nacionalitat   | Població | %      |
| -------------- | -------- | ------ |
| Luxemburguesos | 884      | 86,24% |
| Forasters      | 141      | 13,76% |
| - Portuguesos  | 15       | 1,46%  |
| - Francesos    | 12       | 1,17%  |
| - Italians     | 3        | 0,29%  |
| - Belgues      | 38       | 3,71%  |
| - Alemanys     | 15       | 1,46%  |
| - Iugoslaus    | 28       | 2,73%  |
| - Altres       | 30       | 2,93%  |

## Evolució demogràfica
| Any        | Població |
| ---------- | -------- |
| 15/02/2001 | 1.025    |
| 01/01/2002 | 1.026    |
| 01/01/2003 | 1.079    |
| 01/01/2004 | 1.102    |
| 01/01/2005 | 1.114    |